# Masum
Masum es una serie web turca producida por D Productions para la plataforma BluTV. El 23 de enero de 2019 la serie fue estrenada en Netflix.

## Sinopsis
Cevdet, un policía retirado, con 40 años en las fuerzas, y su esposa se mudan a una granja en las afueras de una ciudad después de su retiro. Su hijo Tarik, enfrenta un problema de salud mental que su padre trata de tapar, mientras que su otro hijo es Taner, quien ha fallecido en un accidente, que la policía investiga. Debido a ese suceso Yusuf, un policía amigo desde niño con Taner, vuelve a su pueblo natal, como investigador. A partir de ahí se suscitan varios hechos que ponen en la mira a la compleja familia.

## Reparto
- Haluk Bilginer como Cevdet Bayrakçı.
- Nur Sürer como Nermin Bayrakçı.
- Okan Yalabık como Tarık Bayrakçı.
- Ali Atay como Yusuf Namlı.
- Tülin Özen como Emel Bayrakçı.
- Serkan Keskin como Taner Bayrakçı.
- Bartu Küçükçağlayan como Selim.
- Mehmet Özgür como Selahattin.
- İrem Altuğ como Rüya Bayrakçı.
- Esra Kızıldoğan como Feride.
- Defne Halman como Aslı.
- Merve Ateş como Elif Namlı.
- Cem Zeynel Kılıç como Tunç Bayraktar.

## Medios de difusión
Netflix adquirió los derechos de transmisión para su plataforma en enero de 2019 y desde entonces se puede ver por este medio. En marzo de 2020, el canal colombiano Canal 1 compró los derechos de emisión a Netflix para televisión abierta.